# Чмовш, Павел
Па́вел Чмовш (чеш. Pavel Čmovš; родился 29 июня 1990 года в Пльзене, Чехословакия) — чешский футболист, защитник кипрского клуба ПАЕЕК.

## Биография
Родившись в городе Пльзень, Павел Чмовш начал футбольную карьеру в возрасте 5-и лет в местной команде «Виктория», после играл за юношеский состав пражской «Славии»; призывался в юношеские сборные Чехии.
В июле 2010 года Павел отправился на просмотр в нидерландский клуб НЕК и даже отыграл один тайм в товарищеской игре против любительского клуба «Алверна», выйдя на замену во втором тайме. 20 июля было сообщено, что чешский защитник подписал с НЕК’ом однолетний контракт с возможностью продления ещё на два сезона. Сразу после заключения контракта было решено отдать Павла в аренду на один сезон в клуб Эрстедивизи «Вендам».
В составе «Вендама» Чмовш дебютировал 13 августа 2010 года в матче с «Телстаром», завершившимся вничью 1:1. На протяжении всего сезона чех являлся основным игроком обороны команды Якоба Галла; в 33 матчах Эрстедивизи сезона 2010/11 он забил 2 гола, а также провёл по две игры в Кубке Нидерландов, и столько же в матчах плей-офф за путёвку в Эредивизи.
Ещё до завершения аренды в марте 2011 года НЕК успел продлить с Павлом контракт до 1 июля 2013 года. Месяцем ранее, на защитника обратили внимание разведчики Чешской футбольной ассоциации с целью привлечения футболиста в ряды молодёжной сборной Чехии. Дебют Павла в чешской молодёжке состоялся 9 февраля в товарищеском матче со сверстниками из Нидерландов; игра состоялась в Валвейке и завершилась победой чехов со счётом 1:0.
Вернувшись летом обратно в НЕК, Павел начал сезон 2011/12 в качестве игрока стартового состава. Его дебют в Эредивизи состоялся 6 августа в матче с «Херенвеном»; игра завершилась вничью 2:2.
Во время зимнего трансферного окна 2014 года Павел перебрался в болгарский «Левски», заключив контракт с клубом на 2,5 года. В июле Павел расторг с клубом контракт, а через месяц стал игроком индийского клуба «Мумбаи Сити».
2 февраля 2016 года перешёл в чешский клуб «Млада-Болеслав», подписав с клубом контракт до лета 2018 года.

## Статистика выступлений
| Клуб             | Сезон            | Чемпионат | Чемпионат | Плей-офф чемпионата | Плей-офф чемпионата | Кубок | Кубок | Итого | Итого |
| Клуб             | Сезон            | Игры      | Голы      | Игры                | Голы                | Игры  | Голы  | Игры  | Голы  |
| ---------------- | ---------------- | --------- | --------- | ------------------- | ------------------- | ----- | ----- | ----- | ----- |
| Вендам (аренда)  | 2010/11          | 33        | 2         | 2                   | 0                   | 2     | 0     | 37    | 2     |
| Вендам (аренда)  | Итого            | 33        | 2         | 2                   | 0                   | 2     | 0     | 37    | 2     |
| НЕК              | 2011/12          | 21        | 0         | 2                   | 0                   | 3     | 0     | 26    | 0     |
| НЕК              | 2012/13          | 20        | 1         |                     |                     | 1     | 0     | 21    | 1     |
| НЕК              | 2013/14          | 8         | 0         |                     |                     | 1     | 0     | 9     | 0     |
| НЕК              | Итого            | 49        | 1         | 2                   | 0                   | 5     | 0     | 56    | 1     |
| Левски           | 2013/14          | 8         | 0         |                     |                     | 0     | 0     | 8     | 0     |
| Левски           | Итого            | 8         | 0         |                     |                     | 0     | 0     | 8     | 0     |
| Мумбаи Сити      | 2014             | 13        | 0         |                     |                     |       |       | 13    | 0     |
| Мумбаи Сити      | Итого            | 13        | 0         |                     |                     |       |       | 13    | 0     |
| Рапид            | 2014/15          | 17        | 0         |                     |                     | 0     | 0     | 17    | 0     |
| Рапид            | Итого            | 17        | 0         |                     |                     | 0     | 0     | 17    | 0     |
| Мумбаи Сити      | 2015             | 0         | 0         |                     |                     |       |       | 0     | 0     |
| Мумбаи Сити      | Итого            | 0         | 0         |                     |                     |       |       | 0     | 0     |
| Всего за карьеру | Всего за карьеру | 120       | 3         | 4                   | 0                   | 7     | 0     | 131   | 3     |

(откорректировано по состоянию на 1 июля 2015 года)